# Berre-l'Étang
Berre-l'Étang is een gemeente in het Franse departement Bouches-du-Rhône (regio Provence-Alpes-Côte d'Azur). De plaats maakt deel uit van het arrondissement Istres. In de gemeente ligt spoorwegstation Berre. Berre-l'Étang telde op 1 januari 2022 13.941 inwoners.

## Geografie
De gemeente ligt aan het Étang de Berre of het meer van Berre. De Arc stroomt door de gemeente en mondt er uit in het meer van Berre. De gemeente ligt in de riviervlakte van de Arc; de rechteroever van de Arc bestaat voornamelijk uit landbouwgrond, op de linkeroever zijn industrie en het centrum van de gemeente.
De oppervlakte van Berre-l'Étang bedroeg op 1 januari 2022 43,64 vierkante kilometer; de bevolkingsdichtheid was toen 319,5 inwoners per km².
De onderstaande kaart toont de ligging van Berre-l'Étang met de belangrijkste infrastructuur en aangrenzende gemeenten.

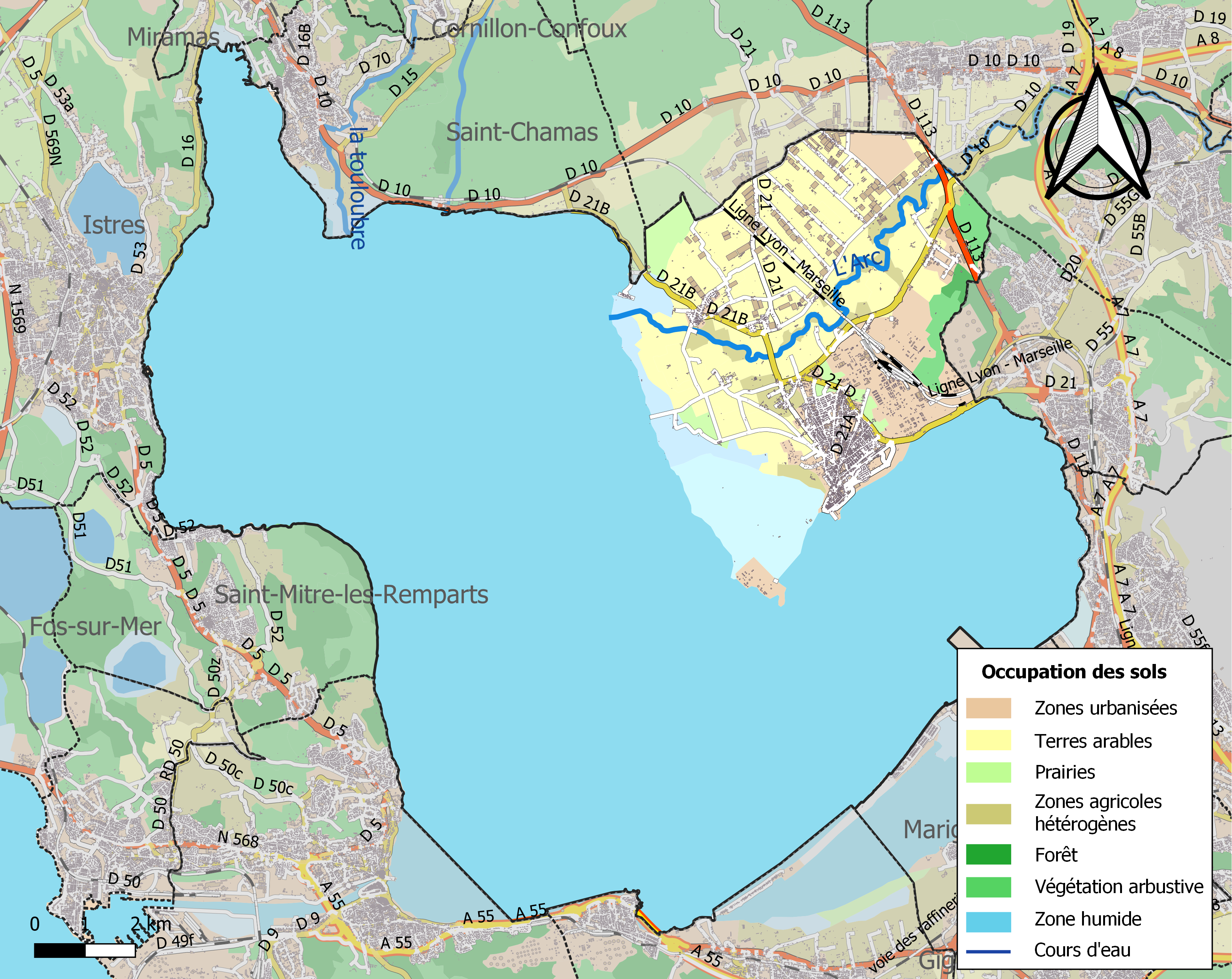

## Demografie
Onderstaande figuur toont het verloop van het inwonertal (bron: INSEE-tellingen).
Vanwege een beveiligingsprobleem met de MediaWiki Graph-software is het momenteel niet mogelijk deze grafiek weer te geven. Zodra de software is bijgewerkt zal de grafiek vanzelf weer zichtbaar worden.

## Geschiedenis
Al in de Gallo-Romeinse periode was er een nederzetting, Cadaroscum, in Berre. De kapel Notre-Dame de Caderot werd mogelijk al in de 3e eeuw gebouwd op de plaats van een heidense tempel.
In de 11e eeuw was Berre een ommuurde plaats die haar rijkdom dankte aan de zoutwinning op het meer van Berre. Een eerste kerk Saint-Césaire werd gebouwd in 1041. Tijdens de godsdienstoorlogen werd Berre op 20 augustus 1591 ingenomen door Karel Emanuel I van Savoye.
In de jaren 1920 werd een militaire luchthaven geopend voor watervliegtuigen aan het meer van Berre. Deze militaire luchthaven werd gesloten in 1972.

## Afbeeldingen

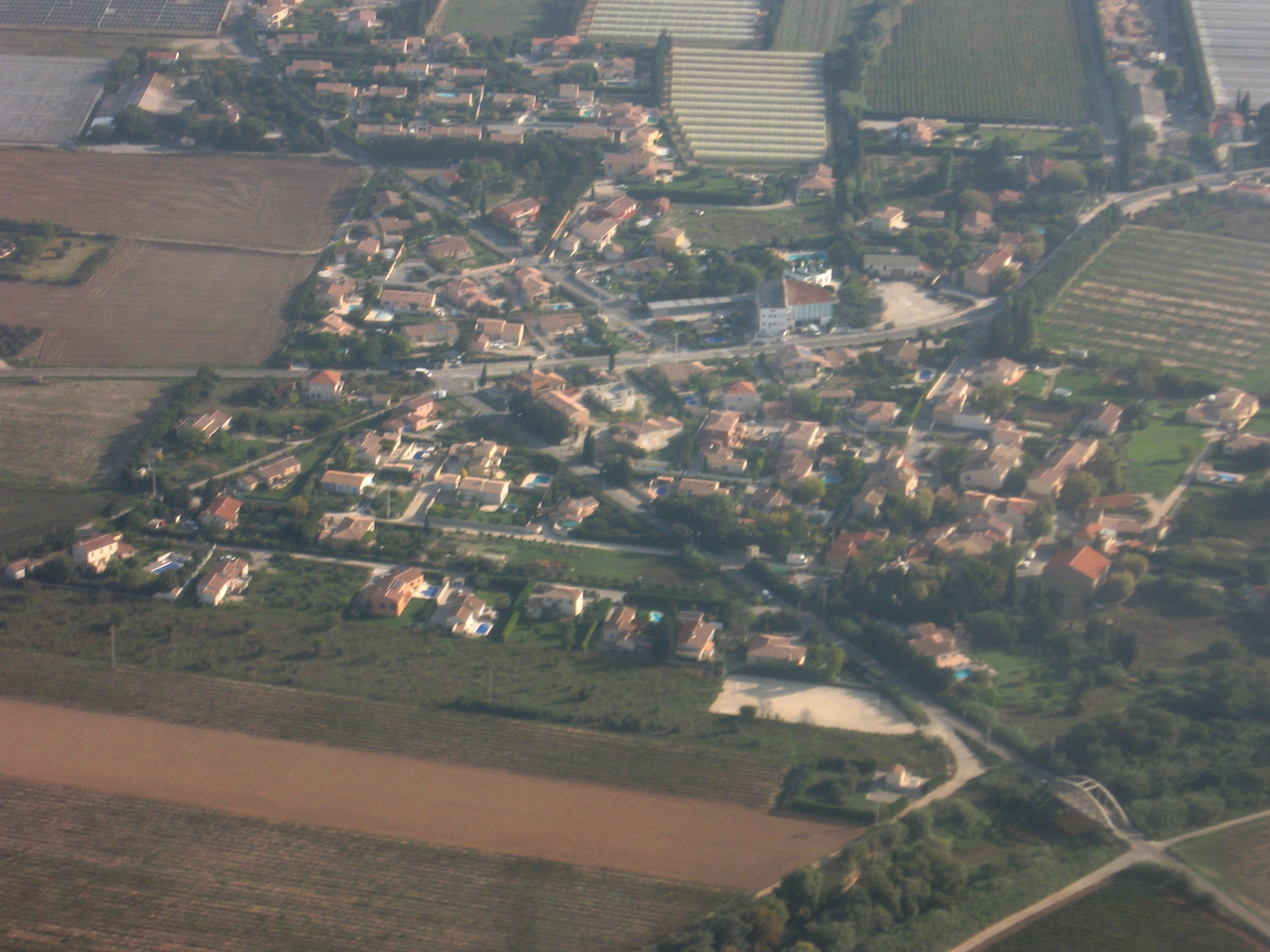
Zicht op Mauran, deel van de gemeente
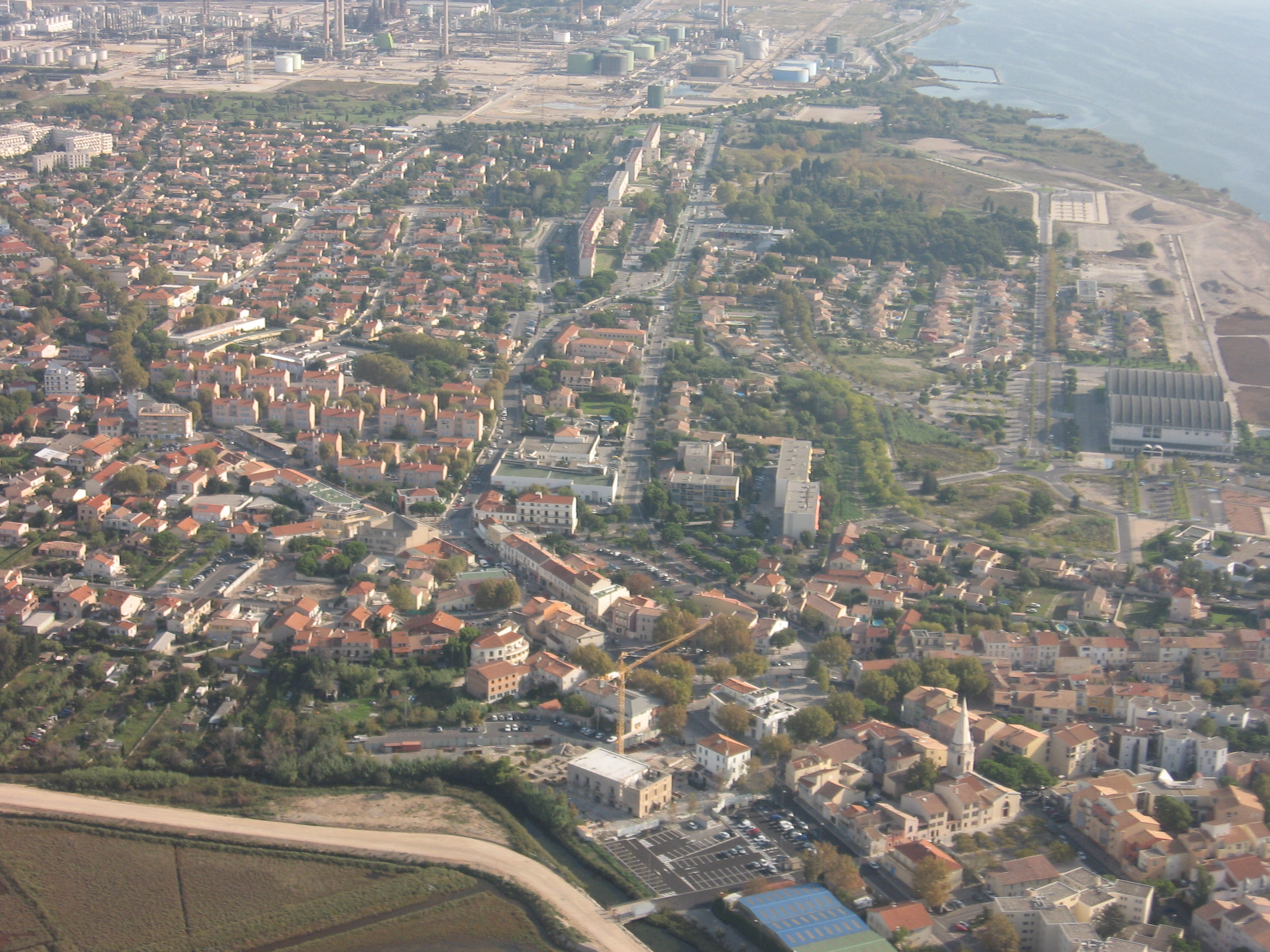
Berre-l'Étang en het industriegebied 'Vaines'
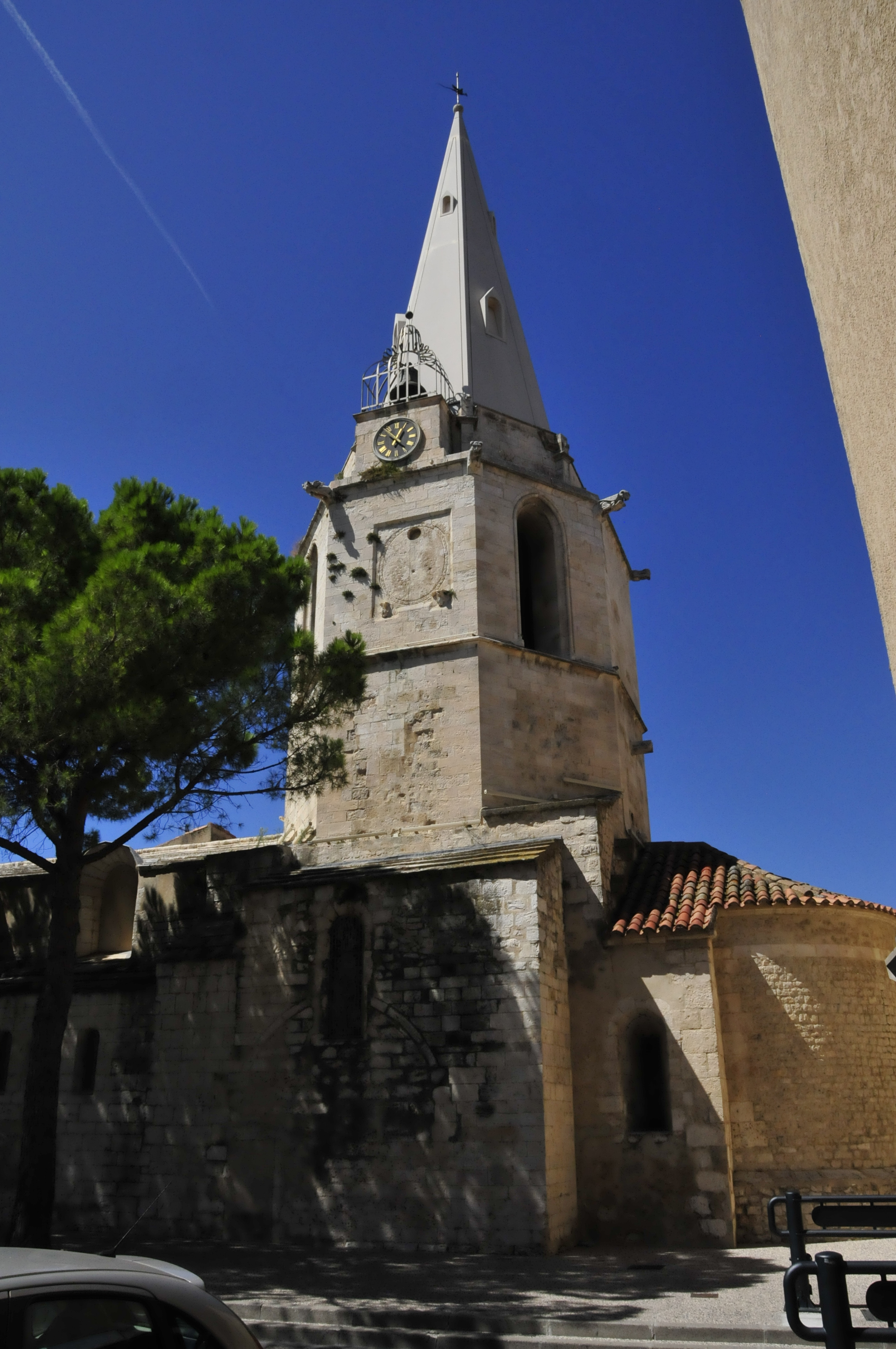
Kapel Notre-Dame de Caderot